# Giedo van der Garde
Giedo van der Garde (25 d'abril de 1985, Rhenen, Països Baixos) és un pilot de curses automobilístiques. Actualment (any 2013) competeix en la Temporada 2013 de Fórmula 1 amb l'escuderia Caterham F1 Team.

## Trajectòria

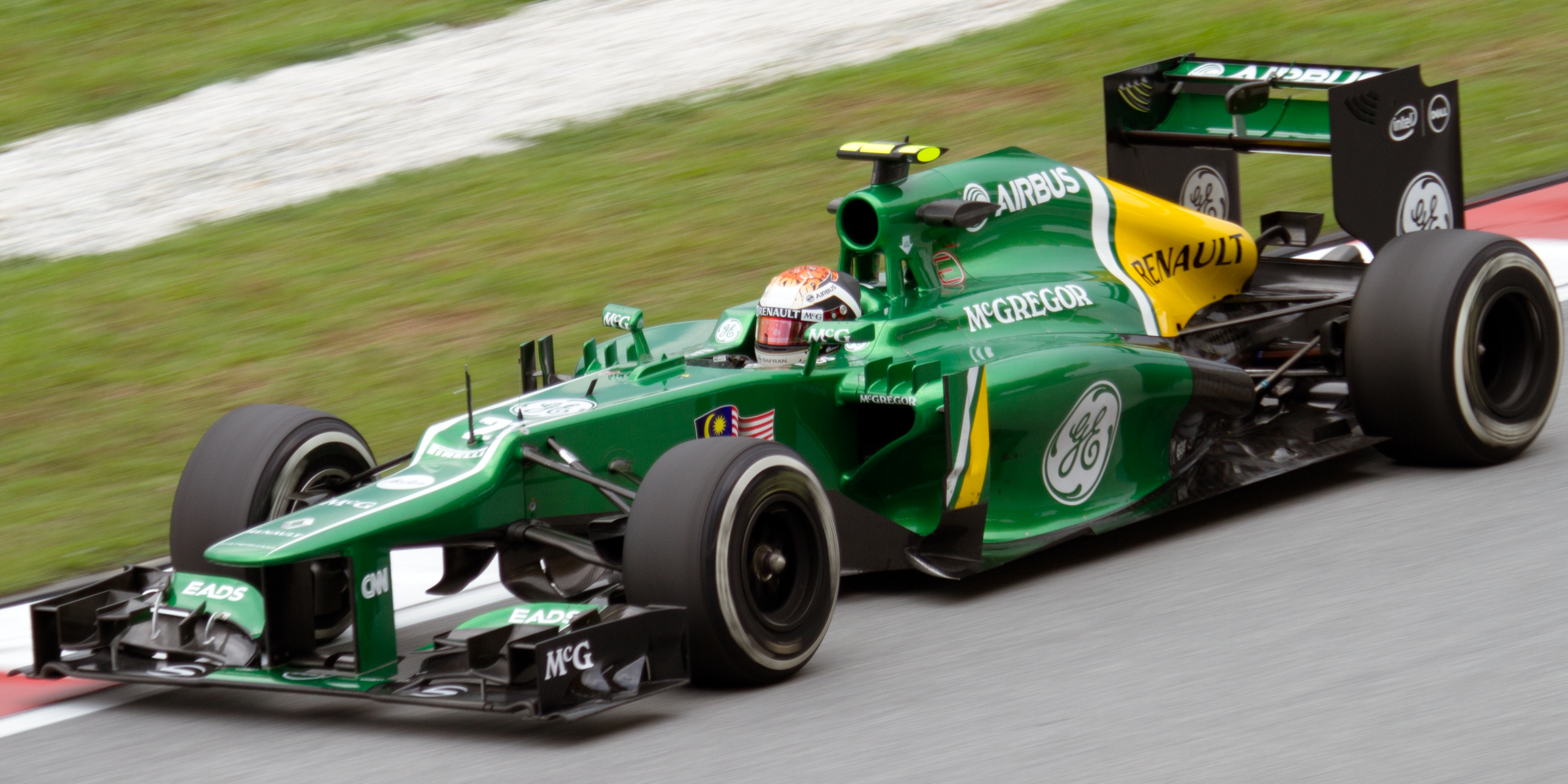
Giedo van der Garde pilotant un Caterham en el GP de Malàisia de 2013

L'any 2013 debutà en el mundial de Fórmula 1 amb l'escuderia Caterham F1 Team.